# Classique Sauveterre Béarn des Gaves
La Classique Sauveterre Béarn des Gaves est une course cycliste française disputée au mois d'avril à Sauveterre-de-Béarn, dans le département des Pyrénées-Atlantiques. 
Avant sa disparition, l'épreuve figure au programme de la Coupe de France espoirs.

## Palmarès
| Année                                | Vainqueur                 | Deuxième               | Troisième           |               |
| ------------------------------------ | ------------------------- | ---------------------- | ------------------- | ------------- |
| Grand Prix Récapet                   |                           |                        |                     |               |
| 1975                                 | Pierre-Raymond Villemiane | Jean-Marie Valade      | Christian Bordier   |               |
| 1976                                 | Dominique Sanders         | Yves Vitalis           | Christian Bordier   |               |
| 1977                                 | Bernard Becaas            | Bernard Labourdette    | Jean Becaas         |               |
| 1978                                 | Pierre Corre              | Dominique Arnaud       | René Bajan          |               |
| 1979                                 | Patrick Villemiane        | Francis Castaing       | Jean Becaas         |               |
| 1980                                 | Bernard Pineau            | Patrick De Santi       | Francis Garmendia   |               |
| Tarbes-Sauveterre                    |                           |                        |                     |               |
| 1981                                 | Michel Lecuona            | Jean Becaas            | Robert Forest       |               |
| 1982                                 | Dominique Delort          | Gilles Mas             | Venancio Teran      |               |
| 1983                                 | René Bajan                | Gérard Pégon           | Jean-Claude Ronc    |               |
| 1984                                 | Dominique Delort          | Martin Earley          | Daniel Mendribil    |               |
| 1985                                 | Rolando Ovando (es)       | Herminio Díaz Zabala   | Alberto Clerencia   |               |
| 1986                                 | Gilles Sanders            | Frédéric Guédon        | Marino Verardo      |               |
| 1987                                 | Alain Dithurbide          | Philippe Le Peurien    | Patrick Jérémie     |               |
| 1988                                 | pas de course             | pas de course          | pas de course       | pas de course |
| 1989                                 | Marino Verardo            | Frédéric Pédegaye      | José Ramón Uriarte  |               |
| 1990                                 | Didier Rous               | Didier Labourdette     | Sylvain Bolay       |               |
| 1991                                 | Janusz Domin              | Marino Verardo         | David Cook          |               |
| 1992                                 | Dominique Péré            | Thierry Bricaud        | Andrus Aug          |               |
| 1993                                 | Pascal Hervé              | Jean-Christophe Currit | Éric Drubay         |               |
| 1994                                 | Emmanuel Hubert           | Christophe Faudot      | Sébastien Medan     |               |
| 1995                                 | Robert Harris             | Éric Drubay            | Xavier Jan          |               |
| 1996                                 | pas de course             | pas de course          | pas de course       | pas de course |
| 1997                                 | Christopher Jenner        | Olivier Asmaker        | Yoann Le Boulanger  |               |
| 1998                                 | Sergueï Yakovlev          | Aidan Duff             | Ludovic Turpin      |               |
| 1999                                 | Olivier Trastour          | Marc Thévenin          | Ludovic Martin      |               |
| 2000                                 | Guillaume Judas           | Anthony Testa          | Frédéric Delalande  |               |
| 2001                                 | Christophe Dupouey        | Guillaume Judas        | Marc Thévenin       |               |
| 2002                                 | José Medina               | Samuel Plouhinec       | Dionisio Galparsoro |               |
| 2003                                 | Ion del Río               | Mikel Gaztañaga        | Guillaume Judas     |               |
| 2004                                 | Stéphane Pétilleau        | Charles Guilbert       | Anthony Morin       |               |
| Classique de Sauveterre              |                           |                        |                     |               |
| 2005                                 | Jérémie Dérangère         | Maxim Gourov           | Jean Mespoulède     |               |
| 2006                                 | Yann Huguet               | Freddy Ravaleu         | Gilles Cirone       |               |
| 2007                                 | Yury Trofimov             | Tanel Kangert          | Pierre Cazaux       |               |
| 2008                                 | Brice Feillu              | Blel Kadri             | Guillaume Bonnafond |               |
| 2009                                 | pas de course             | pas de course          | pas de course       | pas de course |
| Classique Prix Kutxa                 |                           |                        |                     |               |
| 2010                                 | Loïc Chetout              | Damien Garcia          | Anthony Peudpièce   |               |
| Classique de Sauveterre-de-Béarn     |                           |                        |                     |               |
| 2011,                                | Damien Branaa             | Mickaël Szkolnik       | Alexis Guérin       |               |
| 2012                                 | Romain Cabarrou           | Mathieu Malbert        | Florent Sentucq     |               |
| 2013                                 | Pierre Cazaux             | Damien Capus           | Fabien Patanchon    |               |
| 2014                                 | Vivien Brisse             |                        |                     |               |
| 2015                                 | Ludovic Lafargue          | Kévin Poeymiroo        | Lucas Renault       |               |
| Classique Sauveterre Béarn des Gaves |                           |                        |                     |               |
| 2016                                 | Jérémy Defaye             | Camille Guérin         | François Fonfrède   |               |